# Ганс-Вільгельм фон Дрескі
Ганс-Вільгельм фон Дрескі (нім. Hans-Wilhelm von Dresky; 27 січня 1908, Галле — 12 лютого 1940, Ферт-оф-Клайд) — німецький офіцер-підводник, капітан-лейтенант крігсмаріне.

## Біографія
1 квітня 1929 року вступив на флот. З лютого 1936 по вересень 1937 року — 2-й вахтовий офіцер підводного човна U-20. З 30 вересня 1937 по 28 жовтня 1938 року — командир U-4, з 29 жовтня 1938 року — U-33, на якому здійснив 3 походи (разом 78 днів у морі). 12 лютого 1940 року U-33 був виявлений і атакований глибинними бомбами британського тральщика «Глінер». Пошкоджений човен був вимушений спливти і екіпаж полишив човен, який незабаром затонув. 17 членів екіпажу вижили, 25 (включаючи Дрескі) загинули.
Всього за час бойових дій потопив 11 кораблів загальною водотоннажністю 22 931 тонна.
| Дата              | Назва корабля                    | Тип               | Тоннаж | Вантаж                           | Екіпаж | Загинули | Країна             |
| ----------------- | -------------------------------- | ----------------- | ------ | -------------------------------- | ------ | -------- | ------------------ |
| 7 вересня 1939    | Olivegrove                       | Торговий пароплав | 4,060  | 4500 тонн цукру                  | 33     | 0        | Британська імперія |
| 16 вересня 1939   | Arkleside                        | Торговий пароплав | 1,567  | 2500 тонн вугілля і коксу        | ?      | 0        | Британська імперія |
| 24 вересня 1939   | Caldew                           | Паровий траулер   | 287    |                                  | 11     | 0        | Британська імперія |
| 20 листопада 1939 | Thomas Hankins                   | Паровий траулер   | 276    |                                  | 12     | 0        | Британська імперія |
| 20 листопада 1939 | Delphine                         | Паровий траулер   | 250    |                                  | 13     | 0        | Британська імперія |
| 20 листопада 1939 | Sea Sweeper                      | Паровий траулер   | 329    |                                  | 12     | 0        | Британська імперія |
| 21 листопада 1939 | Sulby                            | Паровий траулер   | 287    |                                  | 12     | 5        | Британська імперія |
| 21 листопада 1939 | William Humphries                | Паровий траулер   | 276    |                                  | 13     | 13       | Британська імперія |
| 23 листопада 1939 | Borkum (невиправно пошкоджений)  | Торговий пароплав | 3,670  | Зерно                            | ?      | 4        | Третій Рейх        |
| 25 грудня 1939    | Stanholme (підірвався на міні)   | Торговий пароплав | 2,473  | 4500 тонн вугілля                | 25     | 13       | Британська імперія |
| 16 січня 1940     | Inverdargle (підірвався на міні) | Тепловий танкер   | 9,456  | 12 554 тонни авіаційного бензину | 49     | 49       | Британська імперія |

## Звання
- Кандидат в офіцери (1 квітня 1929)
- Морський кадет (10 жовтня 1929)
- Фенріх-цур-зее (1 січня 1931)
- Оберфенріх-цур-зее (1 квітня 1933)
- Лейтенант-цур-зее (1 жовтня 1933)
- Оберлейтенант-цур-зее (1 червня 1935)
- Капітан-лейтенант (1 серпня 1938)

## Нагороди
- Медаль «За вислугу років у Вермахті» 4-го класу (4 роки)
- Залізний хрест
  - 2-го класу (30 вересня 1939)
  - 1-го класу (1939)
- Нагрудний знак підводника (27 листопада 1939)